# Konwencja Karpacka
Konwencja Karpacka – umowa międzynarodowa zawarta na rzecz zrównoważonego rozwoju na obszarze Karpat.
Celem konwencji jest prowadzenie wszechstronnej polityki i współpraca na rzecz ochrony i zrównoważonego rozwoju Karpat dla poprawy jakości życia, wzmocnienia miejscowej gospodarki i społeczności lokalnych oraz zachowania walorów przyrodniczych i dziedzictwa kulturowego tego obszaru. Konwencja została podpisana 22 maja 2003 w Kijowie przez siedem państw: Czechy, Polska, Rumunia, Serbia, Słowacja, Ukraina i Węgry. Spisana w języku angielskim. Depozytariuszem jest rząd Ukrainy. W Polsce konwencja ta weszła w życie 19 czerwca 2006.